# Давид Муржіа
Дави́д Муржіа́ (фр. David Murgia; нар. 16 березня 1988, Верв'є, Валлонія, Бельгія) — бельгійський театральний та кіноактор. Лауреат кінопремії «Магрітт» 2013 року у категорії Найперспективніший молодий актор за роль у фільмі «Стрімголов» .

## Біографія
Давид Муржіа народився 16 березня 1988 року у валлонському місті Верв'є, Бельгія. У 2005—2008 роках навчався в Акторській школі Консерваторії Льєжа (фр. École d’acteurs du Conservatoire de Liège, ESACT) в класах Жака Делькувер'ї, Матіаса Сімонса і Олів'є Гурме, після закінчення якої отримав ступінь бакалавра. З початку 2000-х грає на театральній сцені, зокрема, в декількох постановках свого брата Фабріса.
У кіно Давид Муржіа дебютував у 2009 році, знявшись одразу у двох стрічках — «Сестра-посмішка» Стііна Конінкса та «Регата» Бернара Белефруа, за роль у якій отримав Приз глядацьких симпатій на Кінофестивалі франкомовного кіно в Намюрі 2009 року. В подальші роки знімався у Фредеріка Фонтейна («Танго лібре», 2012), Фабріса Дю Вельца («Алілуя», 2014), Тоні Ґатліфа («Жеронімо», 2014).
Давид Муржіа п'ять років поспіль (з 2012 року) номінувався на здобуття бельгійської національної кінопремії «Магрітт». Лише у 2013 році за роль у фільмі «Стрімголов» він отримав нагороду як найперспективніший молодий актор.
У 2015 році Муржіа знявся в комедійному фільмі Жако Ван Дормеля «Надновий заповіт», зігравши роль Ісуса Христа, за яку вчергове був номінований на премію «Магріт» як найкращий актор в ролі другого плану.

## Фільмографія
| Рік  |    | Українська назва         | Оригінальна назва             | Роль                           |
| ---- | -- | ------------------------ | ----------------------------- | ------------------------------ |
| 2009 | ф  | Сестра-посмішка          | Soeur Sourire                 | студент Льовен                 |
| 2009 | ф  | Регата                   | La régate                     | Пабло                          |
| 2011 | ф  | Упертюх                  | Rundskop                      | молодий Бруно Шіпер            |
| 2011 | тф | Час мовчання             | Le temps du silence           | Моралес                        |
| 2012 | ф  | Стрімголов               | La tête la première           | Адруєн                         |
| 2012 | ф  | Шкіра кольору меду       | Couleur de peau: Miel         | Седрік у 17 років /озвучування |
| 2012 | ф  | Танго лібре              | Tango libre                   | Люк, молодий воротар           |
| 2013 | ф  | Я вболіваю за «Стандарт» | Je suis supporter du Standard | Looping                        |
| 2013 | ф  | Я закопаю тебе           | Je te survivrai               | Кевін                          |
| 2014 | ф  | Жеронімо                 | Geronimo                      | Лакі                           |
| 2014 | ф  | Алілуя                   | Alléluia                      | панотець Луї                   |
| 2014 | ф  | Бути                     | Être                          | Le jeune homme fête            |
| 2015 | ф  | Надновий заповіт         | Le tout nouveau testament     | Ісус Христос                   |
| 2016 | ф  | Перший, останній         | Les premiers, les derniers    | Віллі                          |
| 2017 | ф  | Сліпа зона               | Dode Hoek                     | Аксель                         |

## Визнання
| Рік              | Категорія                     | Фільм                    | Результат |
| ---------------- | ----------------------------- | ------------------------ | --------- |
| Премія «Магрітт» |                               |                          |           |
| 2012             | Найперспективніший актор      | Упертюх                  | Номінація |
| 2013             | Найперспективніший актор      | Стрімголов               | Перемога  |
| 2014             | Найкращий актор другого плану | Я вболіваю за «Стандарт» | Номінація |
| 2015             | Найкращий актор другого плану | Я закопаю тебе           | Номінація |
| 2016             | Найкращий актор другого плану | Надновий заповіт         | Номінація |
| 2017             | Найкращий актор другого плану | Перший, останній         | Перемога  |
| 2018             | Найкращий актор другого плану | Сліпа зона               | Номінація |